# توان نویز
در مخابرات، اصطلاح توان نویز معانی زیر را دارد:
1. کل نویز اندازه‌گیری‌شده در پهنای‌باند معین در ورودی یا خروجی دستگاه درزمانی‌که سیگنال وجود ندارد؛ انتگرال چگالی طیفی نویز برروی پهنای‌باند
2. توان تولیدشده توسط یک فرایند الکترومغناطیسی تصادفی.
3. تداخل و برق ناخواسته در یک دستگاه یا سامانه الکتریکی.
4. در آزمون پذیرش فرستنده‌های رادیویی، میانگین توانی که توسط فرستنده رادیویی به خط انتقال آنتن می‌رسد، درهنگام بارشدن با نویز دارای یک توزیع دامنه گاوسی برحسب فرکانس.